# Rami Rabia
Pour les articles homonymes, voir Rabia.
Rami Rabia, né le 20 mai 1993 au Caire, est un footballeur égyptien. Il joue au poste de défenseur central au Al-Aïn FC.

## Biographie
Rami Rabia commence sa carrière au club d'Al Ahly SC. Avec cette équipe, il est sacré champion d'Égypte en 2011, puis remporte la Ligue des champions de la CAF en 2012.
Rami Rabia participe par ailleurs à la Coupe d'Afrique des nations junior 2011 avec l'équipe d'Égypte des moins de 20 ans. L'Égypte se classe 3e du tournoi.
Le 22 mai 2013, le journal anglais Sky Sports, annonce que Chelsea Football Club, Manchester United, le Borussia Dortmund ainsi que d'autres clubs européens suivent de très près Rabia.
Rami Rabia remporte la Coupe d'Afrique des nations junior 2013 en Algérie, compétition, qu'il a disputé en tant que capitaine. Lors de cette même CAN, Rabia inscrit le but de la victoire face au pays organisateur, l'Algérie.
Alors que Rabia devait passer un essai au Lille OSC avant la Coupe du monde de football des moins de 20 ans, il se blesse lors d'un match de championnat et ne peut donc pas effectuer ce test.
Revenu de blessure, il décide de passer son essai après le derby contre le Zamalek SC comptant pour la Ligue des champions de la CAF 2013 prévu le 24 juillet 2013.
Le 4 août 2014, il connaît la consécration en étant transférer au Sporting Clube de Portugal pour 750,000 euros.
Il est le joueur le plus titré avec Al Ahly SC (30 titres).

## Palmarès

### En club
- Al Ahly SC (26 titres)
  - Championnat d'Égypte :
    - Champion (9) : 2011, 2014, 2016, 2017, 2018, 2019, 2020, 2023 et 2024.

  - Coupe d'Égypte :   
    - Vainqueur (4) : 2017, 2020, 2022, 2023

  - Supercoupe d'Égypte :
    - Vainqueur (3) : 2015, 2023, 2024

  - Ligue des champions de la CAF :
    - Vainqueur (6) : 2012, 2013, 2020, 2021, 2023, 2024

  - Supercoupe de la CAF :
    - Vainqueur (4) : 2013, 2014, 2021, 2022

### International
- Égypte
  - Vainqueur de la Coupe d'Afrique des nations juniors en 2013
  - 3e place en Afrique du Sud 2011